# Privighetoarea (film din 1980)
Privighetoarea (titlul original: în rusă Соловей, transliterat: Solovei) este un film muzical de familie sovietic, realizat în 1980 de regizoarea Nadejda Koșeverova, după basmele scriitorului Hans Christian Andersen „Privighetoarea” și Hainele cele noi ale împăratului.
Protagoniști filmului sunt actorii Svetlana Smirnova, Iuri Vasiliev, Aleksandr Vokaci și Zinovi Gherdt.

## Distribuție
- Svetlana Smirnova – Maria
- Iuri Vasiliev – Evan, ucenicul devenit rege
- Aleksandr Vokaci – cancelarul Krab
- Zinovi Gherdt – consilierul Boms
- Nikolai Trofimov – generalul-amiral al Marinei Imperiale
- Aleksandr Demianenko – Mecanicus
- Konstantin Adașevski – vrăjitorul
- Serghei Filippov – consilierul cu experiență
- Nikolai Karacențov – Bruno Bartoletti, croitorul
- Maria Barabanova – șefa de bucătărie
- Aleksandr Domașiov – coregraful curții
- Evgheni Tiliceev – actor de curte
- Boris Arakelov – primul soldat
- Gheorghi Știl – al doilea soldat
- Gheorghi Teih – un consilier

## Lansare
A fost lansat în anul 1980 și a avut parte de succes comercial, fiind vizionat de 2,6 milioane de spectatori în cinematografele din Uniunea Sovietică.